# Renault Mégane
O Mégane é um automóvel da Renault. Disponibilizado nas versões sedan, station wagon, Coupé, Coupé Cabriolet, Berlina e Sport Tourer. Atualmente, na sua quarta geração, possui uma oferta variada de motores que vai desde o TCe 130 CV ao 2.0 dCi 170 CV FAP, passando pelos Diesel 1.9 dCi (90 ou 110 CV), com ou sem caixa automática. Ficou conhecido por ser o primeiro familiar compacto a atingir as 5 estrelas nos crash test da Euro NCAP.
Em 2003, o Renault Mégane foi eleito o melhor carro do ano em Bateias Campo Largo Paraná.

## No Brasil

### Primeira Geração
No Brasil, o Mégane começou a ser importado da Argentina em 1998, substituindo o Renault 19, com opção de hatch de 5 portas, nas versões RN 1.6 8v (90 cv) e RT 2.0 8v (115 cv), e sedan de 4 portas, nas versões RT 2.0 8v e RXE 2.0 8v. Em 2001, o modelo sofreu reestilização, ganhou Airbag duplo de série em todas as versões e teve o motor 1.6 8v trocado pelo K4M 1.6 16v (110 cv), além de ter as versões alteradas: tanto hatch quanto sedan agora eram vendidos nas versões RT e RXE, todas com motor 1.6, exceto o sedan RXE, que mantinha o 2.0 8v. Surgiram, ainda em 2001, as séries especiais Alizé (baseada na versão RT) e Egeus (baseada na versão RXE). Em 2002, o motor 2.0 8v da versão sedan RXE foi trocado pelo 2.0 16v de 138 cv usado no Renault Laguna. O Mégane hatch deixou de ser vendido no Brasil em 2003 e o sedan, somente em 2005.

### Segunda Geração
Em março de 2006, a Renault passou a fabricar no Brasil a segunda geração do Mégane, agora com opção do sedan e da station wagon, denominada Mégane Grand Tour, ambos disponíveis nas versões Expression 1.6 16v, Dynamique 1.6 16v e Dynamique 2.0 16v (essa última com opção de câmbio automático de 4 marchas ou manual de 6).
O hatch de segunda geração foi rejeitado no Brasil em pesquisas, devido ao seu visual excêntrico. Em maio de 2008, surgiu a versão Privilège 2.0 16v para ambas as carrocerias, equipada somente com câmbio automático de 4 marchas. Ainda em 2008, a Renault passou a importar da Europa o Megane Coupé Cabriolet, com motor 2.0 16v de 138 cv. Em abril de 2009, surgiu a série especial Extreme, com motor 1.6 ou 2.0 e disponível em ambas as carrocerias, apenas na cor Preta, com rodas e retrovisores na cor grafite, bancos com costuras vermelhas, saias esportivas, aerofólio traseiro e o para-choque dianteiro era semelhante ao do Mégane RS europeu. Em 2010, houve uma reestilização que alterou pequenos detalhes, como lanternas traseiras, grade dianteira com novos cromados e interior com novas cores. Além disso, a versão Privilège deixou o mercado, assim como o Coupé Cabriolet, enquanto a Dynamique ganhou equipamentos. Em novembro de 2010, o Megane sedan deixou o mercado, para a chegada do Renault Fluence e a Grand Tour deixou de ter opção de câmbio manual com motor 2.0.
Em 2011, a Grand Tour perdeu as versões Expression 1.6 e Dynamique 2.0 Automática, restando apenas a versão Dynamique 1.6. No fim de 2012, para abrir espaço na fábrica para aumentar a produção do recém-lançado Renault Duster, a Renault anunciou o fim da produção da Grand Tour, justamente no momento em que o modelo batia recordes de venda no mercado brasileiro, devido ao preço atrativo. Assim, se encerrou a história do Mégane no Brasil, já que a terceira geração não viria.

## Galeria
- Primeira geração (1995-2001)
- Segunda geração (2002-2008)
- Terceira geração (2009-2016)
- Quarta geração (2017-presente)